# Двояк, Феликс
Феликс Двояк (пол. Feliks Dwojak; 23 сентября 1924, Радом — 15 января 2013, Варшава) — польский офицер коммунистической госбезопасности и милиции, функционер МОБ, КОБ и МВД ПНР. Был начальником управления МОБ в Познани в 1956, отдал приказ применить огнестрельное оружие при подавлении рабочего восстания.

## Офицер МОБ
В феврале 1945 двадцатилетний Феликс Двояк обратился в радомское управление Министерства общественной безопасности (МОБ) с просьбой принять на службу. Мотивировалось желание сугубо идеологически: «бороться с внутренними врагами Польши и Советского Союза». Ни оперативного, ни военного опыта он не имел, в партизанской войне не участвовал. Но хотя в МОБ отдавалось предпочтение опытным кадрам, Феликс Двояк был принят и направлен в Келецкое воеводское управление. Вступил в правящую компартию ППР, с 1948 состоял в ПОРП. Полностью поддерживал сталинистский режим Болеслава Берута.
С июля 1945 по март 1950 Феликс Двояк служил во Вроцлавском воеводском управлении МОБ, затем до июля 1951 — в Лодзинском воеводском управлении. Участвовал в политических репрессиях, арестах и допросах. 10 июля 1951 в звании капитана переведён в центральный аппарат МОБ. Занимал посты начальника отдела в V (по борьбе с политической оппозицией) и III (по борьбе с вооружённым подпольем) департаментах министерства. Начальниками Феликса Двояка были такие крупные деятели карательного аппарата, как Юлия Бристигер и Юзеф Чаплицкий.
Феликс Двояк остался на службе после расформирования МОБ и создания Комитета общественной безопасности (КОБ) в декабре 1954. 25 июня 1955 майор Двояк был назначен начальником Познанского воеводского управления КОБ. 

## Подавление Познанского восстания
Наибольшую известность Феликс Двояк приобрёл своей роль в событиях Познанского июня 1956. Рабочее восстание в Познани начиналось как трудовой конфликт и экономический протест, но быстро приобрело антикоммунистический характер. Первый секретарь воеводского комитета ПОРП Леон Стасяк и начальник управления КОБ Феликс Двояк с самого начала заняли самую жёсткую позицию и настаивали на вводе в город регулярных войск с танками.
Во время демонстрации у здания Познанского КОБ Двояк приказал стрелять на поражение. Завязались перестрелка и уличный бой. Среди погибших был тринадцатилетний Ромек Стшалковский — его гибель стала символом событий. Познанское восстание было подавлено армейскими дивизиями с бронетехникой. Подчинённые Двояку органы госбезопасности производили аресты. Сам Двояк подчёркивал выполнение партийных указаний — от воеводского комитета до ЦК ПОРП и даже ссылался на XX съезд КПСС.
Драматические события в Познани стали преддверием польской десталинизации в первые годы правления Владислава Гомулки.

## В центральном аппарате МВД
28 ноября 1956 вместо КОБ была учреждена Служба безопасности ПНР (СБ) в составе нового Министерства внутренних дел. Феликс Двояк был вновь переведён в Варшаву и назначен начальником 4-го отдела III департамента СБ МВД — «по борьбе с антигосударственной деятельностью». В ведении отдела находилась оперативная обстановка в научной и культурной и молодёжной среде. В 1957 ему было присвоено звание подполковника гражданской милиции.
С 1960 Двояк служил в Центральном архиве МВД. С 1961 в звании полковника — заместитель директора архива. С конца 1965 — в распоряжении кадрового департамента, старший инспектор по особым поручениям. В 1963 окончил Высшую школу общественных наук при ЦК ПОРП. Защитил диссертацию об органах безопасности Второй Речи Посполитой.
Полковник Двояк продолжал службу при различных политических режимах — Владислава Гомулки, Эдварда Герека, Станислава Кани, Войцеха Ярузельского. На это время пришлись политический кризис 1968, декабрьское кровопролитие 1970, забастовочное движение Солидарности 1980—1981. В 1982, при военном положении, полковник Двояк получил новое назначение в МВД: старшим инспектором Бюро «B» (наружное наблюдение). Был награждён орденом «Знамя Труда». В характеристике отмечался «большой опыт оперативной работы, авторитет в коллективе, наличие 13 персональных источников информации, позволяющих заблаговременно раскрывать намерения противника».

## Отставка
В 1990, после победы «Солидарности», самоликвидации ПОРП и преобразования ПНР в Третью Речь Посполитую, МВД Польши кардинально изменило характер деятельности и кадровый состав. 16 мая 1990 Феликс Двояк вышел на пенсию. К ответственности не привлекался (что подчас вызывало удивление и негодование в связи с его ролью в Познанском июне). Скончался в возрасте 88 лет.